# Spärrmyrbergets naturreservat
Spärrmyrbergets naturreservat är ett naturreservat i Skellefteå kommun i Västerbottens län.
Området är naturskyddat sedan 2020 och är 22 hektar stort. Reservatet ligger norr om Boliden och består av barrblandskog, ett litet kärr och en bäck.